# Positano (miniserie televisiva)
Positano è una miniserie televisiva italiana.

## Descrizione
Nel formato originario, la fiction è composta da quattro puntate, che vennero trasmesse in prima visione su Rai 1 nel 1996. È prodotta dalla Red Film Group di Mario Rossini per la regia di Vittorio Sindoni. Girata sulla costiera amalfitana, la fiction narra le vicende di alcuni ragazzi che in assenza dei genitori per finanziare le riparazioni di un motoscafo decidono di trasformare la villa di famiglia in un albergo e gestirlo.